# Prada
Prada è una holding di lusso italiana fondata nel 1913 a Milano da Mario Prada e suo fratello Martino Prada con il nome Fratelli Prada. È specializzata in borse in pelle, accessori da viaggio, scarpe, prêt-à-porter, profumi e altri accessori.
L'attuale presidente di Prada, di origine aretina, ha investito molto nella citta di Arezzo, comprando palazzi, attrazioni storiche e diverse strutture per una futura trasformazione in hotel di lusso e, probabilmente, negozi Prada.

## Storia

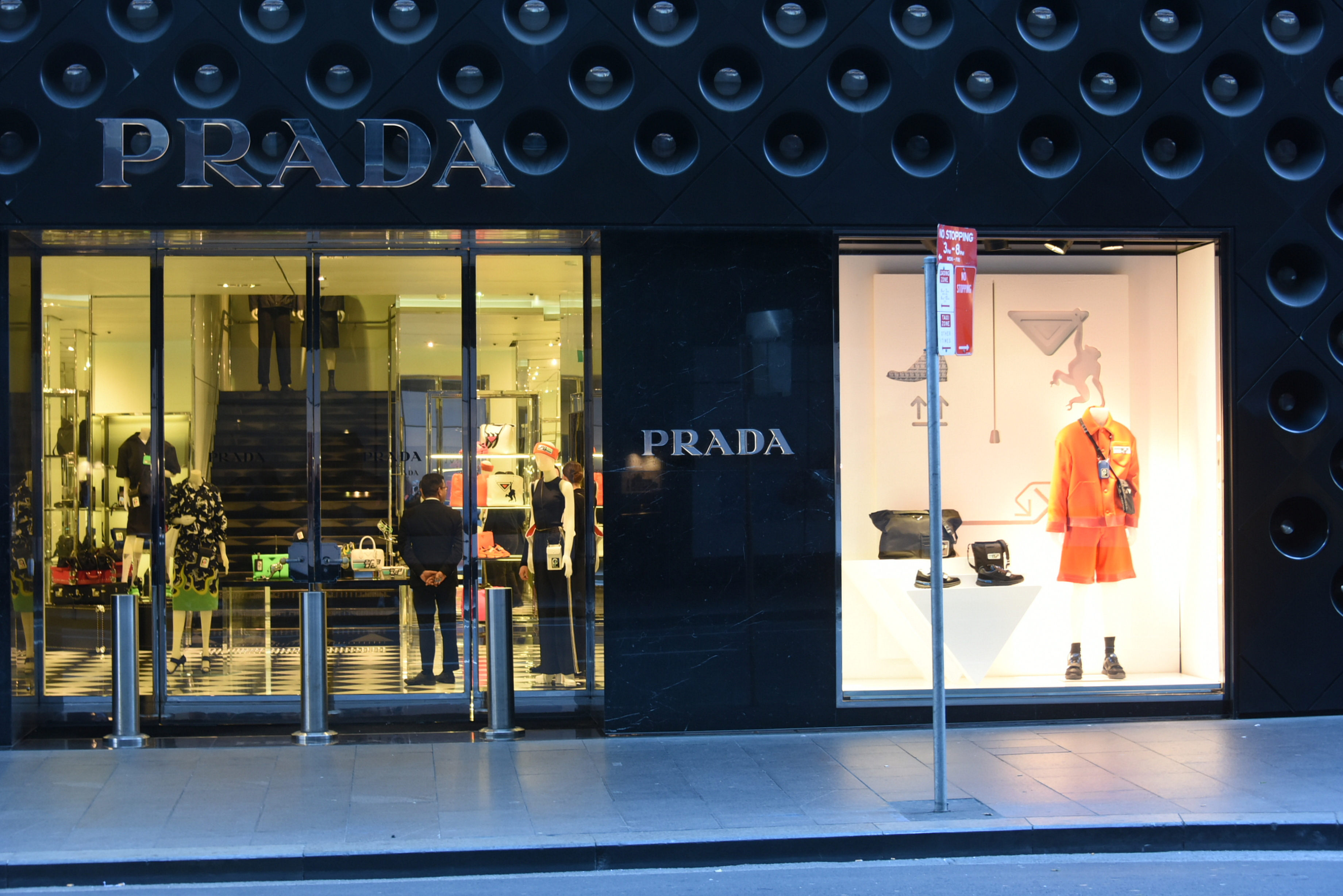
Negozio Prada a Sydney.

Boutique Prada a New York.

Originariamente nota come Fratelli Prada, la casa di moda fu fondata nel 1913 dai fratelli Mario Prada e Martino, i quali aprirono un negozio di cuoio, borse, accessori da viaggio e di lusso nella Galleria Vittorio Emanuele II a Milano. Ben presto, grazie all'alta qualità dei prodotti, la boutique divenne un punto di riferimento per gli acquisti dell'alta borghesia e aristocrazia europea, divenendo nel 1919 fornitore ufficiale della Real Casa di Savoia.
Nessuno dei figli maschi di Mario volle partecipare all'impresa, così fu la figlia Luisa ad entrare nell'azienda e, dopo la morte del padre avvenuta nel 1958, a diventarne la proprietaria. Nel 1971 un'altra donna, Miuccia, figlia di Luisa, entra nell'azienda, diventandone proprietaria nel 1978. Alla fine degli anni settanta, quando Miuccia salì alla dirigenza, il giro d'affari del marchio si aggirava intorno ai 450.000$, cifra ben lontana dai fasti dei primi anni; uno dei primi passi mossi dalla nuova presidente, abile stilista, ingegnosa e determinata, ma poco esperta nel campo economico e gestionale, fu siglare un accordo con un imprenditore conosciuto un anno prima, Patrizio Bertelli, proprietario della società "I pellettieri d'Italia" (IPI), azienda attiva nel mercato del cuoio: la collaborazione combinò la fantasia della stilista e la capacità imprenditoriale dell'industriale. L'alleanza durò fino al 2003, anno in cui l'IPI venne definitivamente incorporata nel marchio Prada.
Negli anni ottanta la sinergia portò i due a sposarsi nel 1987; dal punto di vista professionale la creatività della stilista, unita alle capacità imprenditoriali di Bertelli, portarono il marchio a riemergere dal periodo di stallo con una serie di borse ed accessori innovativi, oltre che ad un'adeguata campagna pubblicitaria. La prima sfilata del marchio avvenne nel 1988, all'interno della collezione autunno/inverno 1988; cinque anni dopo, nel 1993, Miuccia Prada fonda Miu Miu, con il quale distribuisce capi femminili più sperimentali e moderni. Nello stesso anno esce anche la prima collezione Prada Uomo. Risale invece al 1997 la prima collezione Prada Sport. L'11 ottobre 1999 acquisisce per 106 milioni £ il 75,3 % delle azioni dell'azienda inglese Church's, divenendone azionista di maggioranza; dopo un accordo finanziaria e una cessione del 45% nel 2003 alla società svizzera Equinox, Prada acquista definitivamente il marchio inglese nel 2006.
Nel 2001 viene assorbita nella holding l'azienda tessile Genny, marchio noto a livello mondiale. Tale acquisizione segue lo scopo di rilevare la filiera produttiva di Genny, che verrà interamente impiegata nella produzione delle linee Prada, mentre il marchio, dopo un periodo di fermo, verrà ceduto nel 2011. Dal 1999 Prada è lo sponsor ufficiale di Luna Rossa, il team di barca a vela che ha partecipato cinque volte all'America's Cup, vincendo nel 2000 e 2021 il torneo che designa il challenger. Nel 2010 amplia ulteriormente il suo portafoglio di marchi con l'acquisizione della Car Shoe di Antonio Moretti. Nei primi mesi del 2007 è stato lanciato il Prada Phone, un telefono cellulare nato dalla collaborazione tra il marchio Prada e LG Electronics.
Il 6 maggio 2011, la Borsa di Hong Kong è stata accusata di aver approvato l'IPO di Prada durante il caso di discriminazione di genere. Le ONG femministe hanno protestato davanti alla Borsa di Hong Kong. Il 24 giugno 2011, il marchio è stato quotato alla Borsa di Hong Kong per raccogliere $ 2,14 miliardi, ma non è riuscito a soddisfare le aspettative riportate da AAP il 17 giugno 2011 e Bloomberg. Il 14 marzo 2014 Prada annuncia l'acquisto dell'80% della storica pasticceria milanese Marchesi, dopo aver tentato senza successo di acquisire Cova nel 2013, che ha ceduto l'80% delle sue quote al colosso francese del lusso LVMH per 32,8 milioni di euro.
Prada è il principale acquirente della fabbrica di pelletteria turca DESA, che è stata giudicata colpevole dalla Corte Suprema turca di licenziamento illegale di lavoratori che hanno aderito a un sindacato. La Clean Clothes Campaign, un'organizzazione per i diritti dei lavoratori con sede in Europa, ha invitato Prada a garantire il rispetto della libertà di associazione in fabbrica. Nel 2015, il fatturato di Prada è stato di 3.551,7 milioni di euro, in crescita dell'1% rispetto al 2014, mentre il suo utile operativo lordo è sceso del 16,5% a 954,2 milioni di euro.
A luglio 2016, l'abbigliamento Prada è diventato disponibile per l'acquisto online per la prima volta tramite Net-a-Porter e MyTheresa. A marzo 2018, le vendite di Prada sono diventate positive dopo essere diminuite dal 2014 e le loro azioni sono aumentate del 14% alla notizia. Nel febbraio 2020, Miuccia Prada e Patrizio Bertelli hanno nominato il designer belga Raf Simons come co-direttore creativo. Nell'agosto 2020, la casa di moda ha annunciato che non avrebbe più utilizzato la pelle di canguro nei suoi prodotti.
Nel 2020, la rivista di moda Vanity Teen ha promosso la sua campagna Prada Resort 21.

### America's Cup e Prada Cup

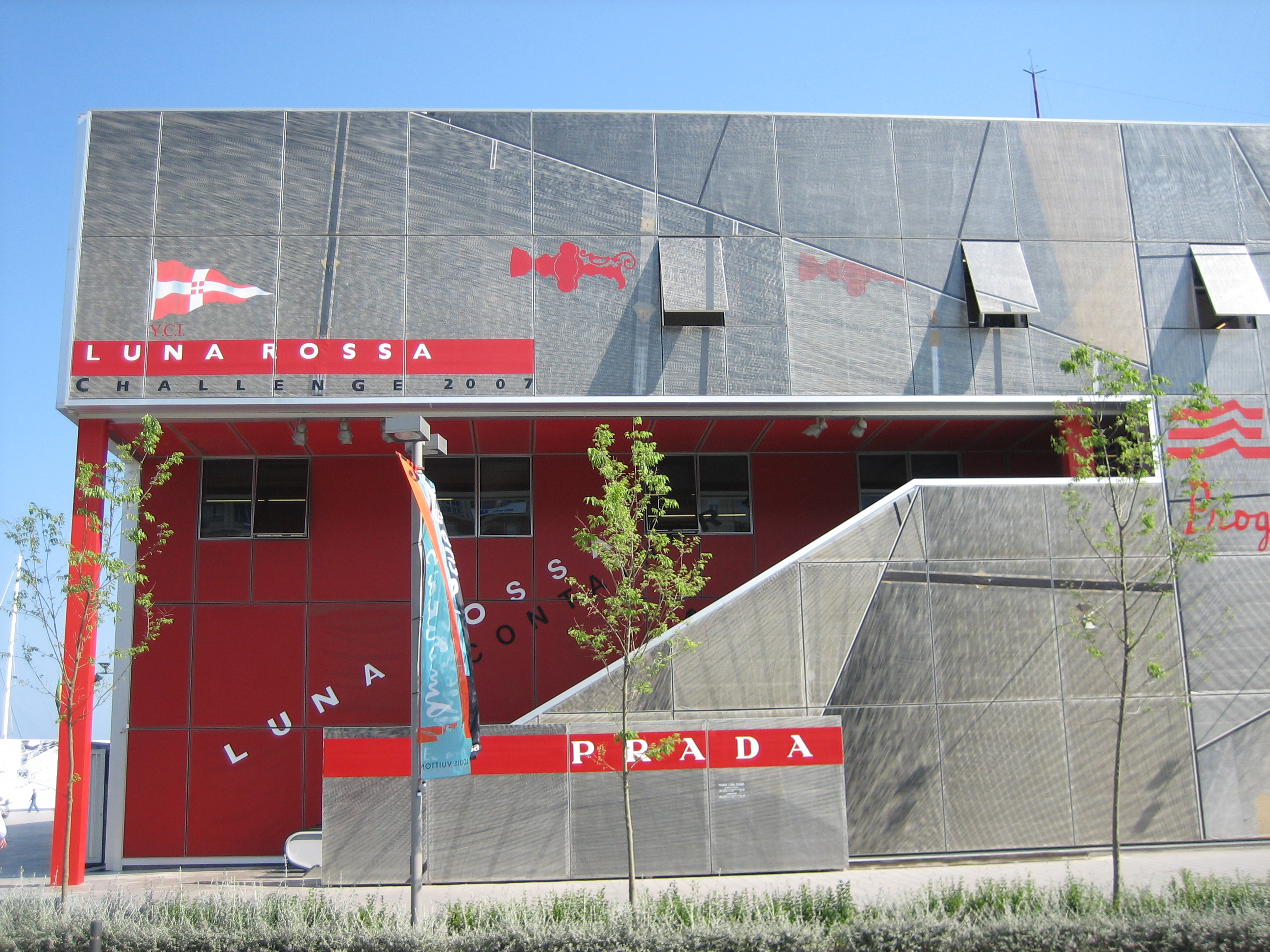
Il Team Luna Rossa

La passione di Patrizio Bertelli per la vela ha portato nel 1997 alla nascita del team Luna Rossa per partecipare alla Coppa America, il più antico trofeo sportivo esistente.
Da allora la squadra ha preso parte a sei edizioni di America's Cup, vincendo due volte le regate di selezione dei challenger (nel 2000 la Louis Vuitton Cup e nel 2021 la Prada Cup).
Nel 2021 Prada è stata sponsor delle Challenger Selection Series e sponsor presentatore della 36a America’s Cup, disputate entrambe ad Auckland, Nuova Zelanda. Nella finale della competizione contro il detentore del titolo Emirates Team New Zealand, Luna Rossa ha ottenuto il miglior punteggio di sempre per un team italiano.
Nel 2024 la squadra ha partecipato alla 37a America’s Cup che si è svolta a Barcellona tra agosto e ottobre. In quell’occasione, gli equipaggi femminile e giovanile di Luna Rossa hanno vinto, rispettivamente, la Women’s America’s Cup e la Youth America’s Cup.

## Distribuzione
Il marchio Prada, grazie ad una capillare catena di boutique monomarca o tramite la grande distribuzione organizzata, distribuisce i propri prodotti sull'intero territorio mondiale. Fra i principali architetti ad aver disegnato le boutique del marchio si possono citare Rem Koolhaas e Herzog & de Meuron. In particolare Rem Koolhaas ha realizzato i negozi di Prada a New York e Los Angeles.

## Cellulari LG Prada
Nel maggio 2007, Prada in collaborazione con LG Electronics ha realizzato il telefono cellulare LG Prada (KE850), prodotto che si colloca nella fascia più alta del mercato. Nel 2009 la seconda generazione del cellulare LG Prada (KF900) è stata lanciata in Europa, che è possibile collegare con gli orologi del marchio aziendale dotati di dispositivo bluetooth.

## Orologi
La produzione di orologi iniziò nel 2007 poi fu sospesa nel 2012. Uno dei primi modelli, chiamato Special Edition Prada Watch, fu prodotto in mille esemplari numerati sul fondello. Altri modelli alquanto celebri sono quelli della linea Prada the link; questi orologi, sincronizzati ai telefoni Prada tramite tecnologia bluetooth, offrono notevoli funzioni quali: segnalare le telefonate in arrivo e mostrare i messaggi quindi senza aprire il cellulare nonché informare l'utente, attraverso l'allarme, se il telefono dovesse essere fuori dal raggio di ricezione.

## Profumi

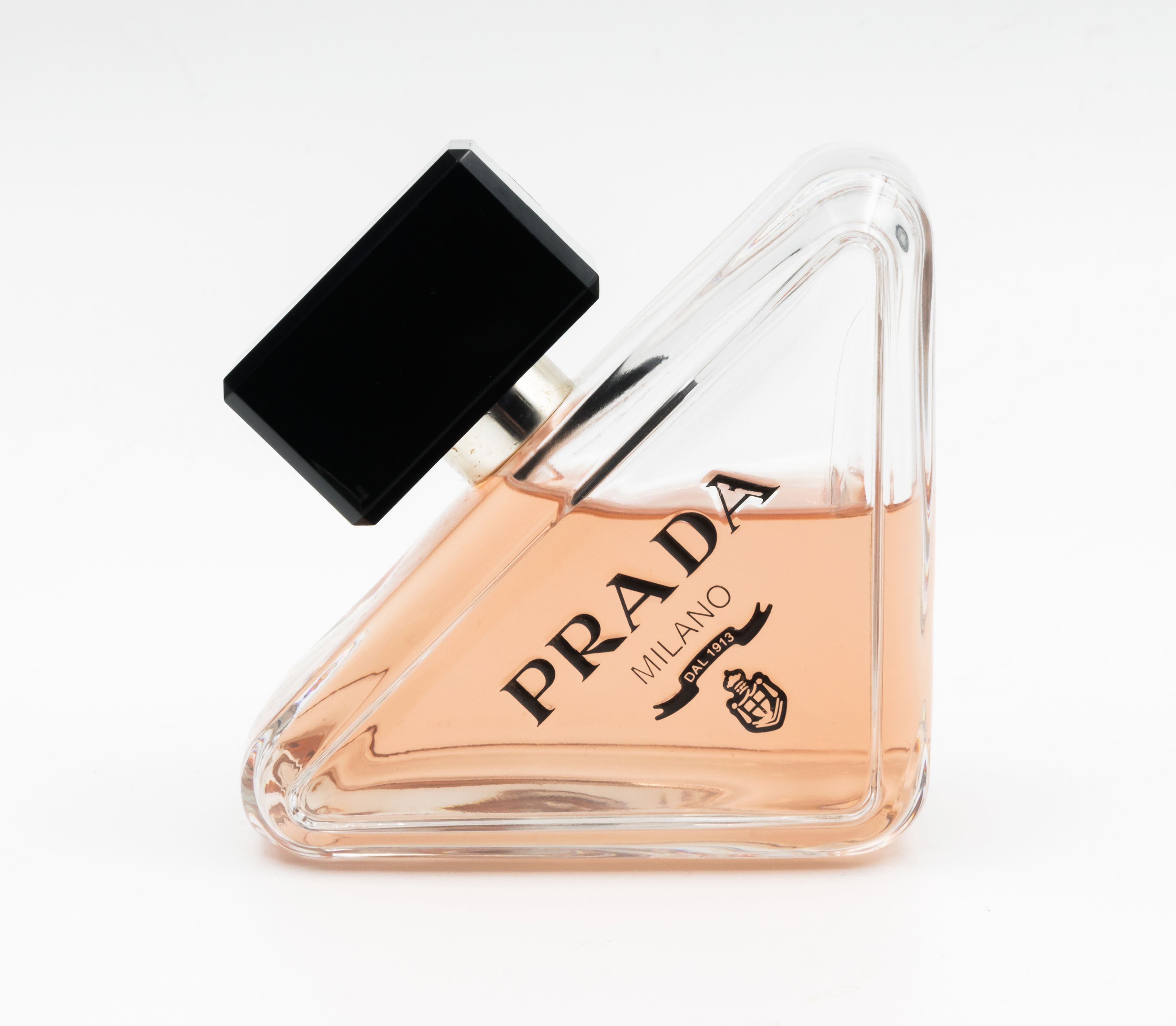
Prada Paradoxe

La produzione di profumi a marchio Prada, avviata nel 2002, si è affermata sul mercato con le seguenti fragranze:
- 2003 - Exclusive Scents[57]
- 2004 - Amber Woman [58]
- 2006 - Amber Man[59]
- 2007 - Infusion d'Iris[60]
- 2008 - Infusion d'Homme[61]
- 2008 - Luna Rossa
- 2011 - Prada Candy[62]
- 2015 - Prada Olfactories[63]
- 2015 - Les Infusions de Prada[64]
- 2016 - L'Homme e la Femme Prada[65]
- 2021 - Luna Rossa Ocean[66]
- 2022 - Prada Paradoxe[67]

## Testimonial
Fra i volti noti ad aver prestato la propria immagine alle campagne pubblicitarie di Prada si possono ricordare Linda Evangelista, Léa Seydoux e la band sudcoreana dei BTS, testimonial di un servizio realizzato per l'edizione giapponese di Vogue nel 2020. Fra le modelle che hanno aperto le sfilate Prada si possono, invece, citare Daria Werbowy, Gemma Ward, Suvi Koponen e Sasha Pivovarova.
Fra le celebrità che si sono dichiarate clienti Prada ci sono le attrici Cameron Diaz, Salma Hayek, Maggie Gyllenhaal e lo stilista Azzedine Alaïa.

## Arte

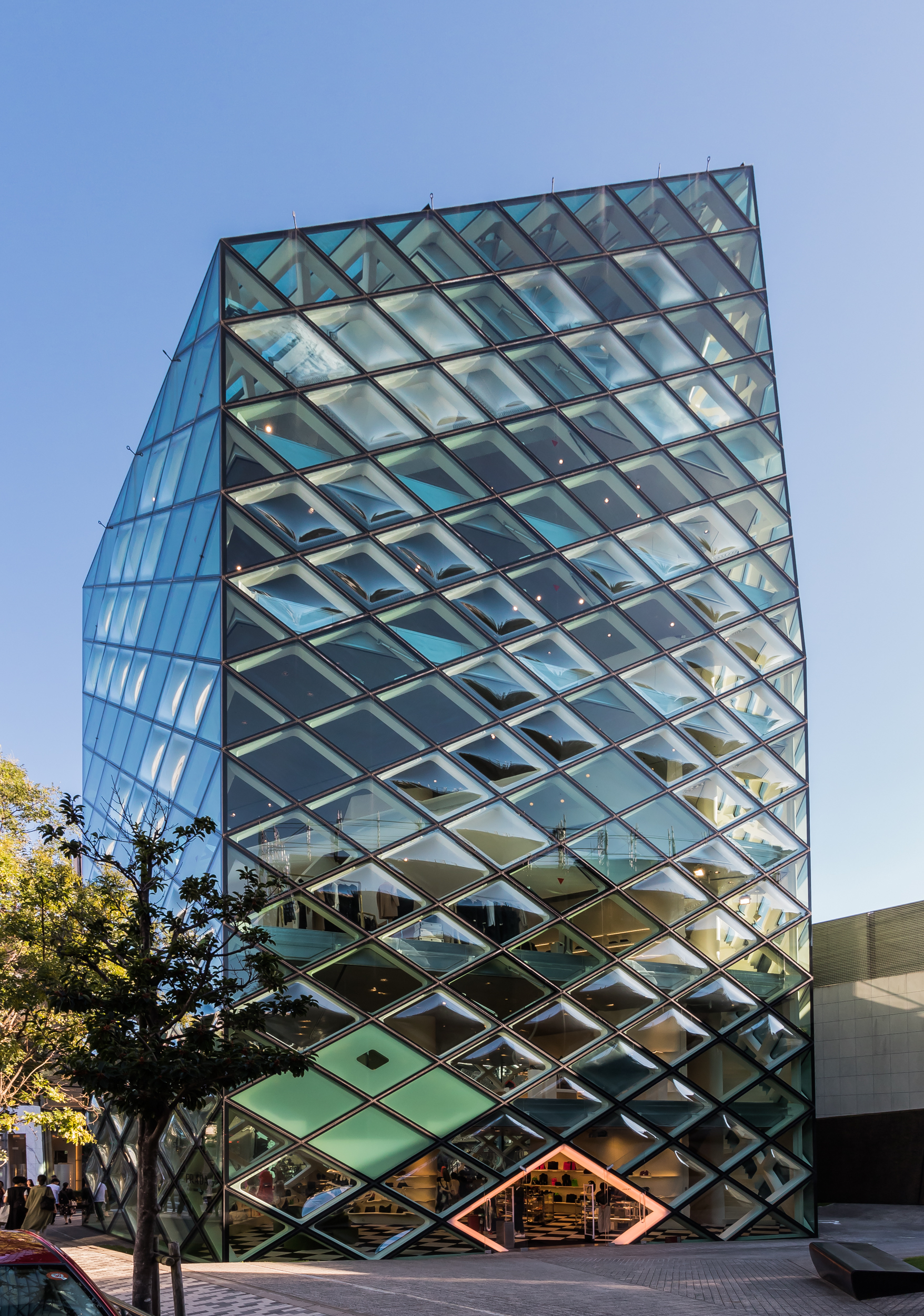
Negozio di Prada a Tokyo

Nel porto olimpico di Valencia, in occasione della trentaduesima Coppa America, l'architetto Renzo Piano ha realizzato la base operativa di Luna Rossa, la squadra velistica italiana sponsorizzata da Prada.
Nel 2005, vicino alle città di Valentine e Marfa, in Texas, il duo artistico scandinavo Elmgreen & Dragset ha realizzato Prada Marfa, una colossale scultura "camuffata" da boutique Prada. Nel 2006 è stato inaugurato il Waist Down, una mostra interamente dedicata alle creazioni più belle di Prada.

### Fondazione Prada
Nel 1993 Miuccia Prada e Patrizio Bertelli hanno istituito il progetto PradaMilanoArte. Il progetto promuove inizialmente, attraverso mostre ed esposizioni, opere di scultura contemporanea, riversandosi in seguito nella Fondazione Prada. Ogni anno vengono organizzate mostre dedicate alle opere di arte contemporanea di artisti internazionali, alle quali vengono dedicati alcune pubblicazioni. Nel 2010 Lady Gaga partecipa al Galà del Moca indossando costumi Prada. Nel 2011 è stata inaugurata la sede veneziana della fondazione nel palazzo Ca' Corner della Regina sul Canal Grande.

## Controversie

### Immagini Blackface
Il 14 dicembre 2018, Prada è stata costretta a ritirare una nuova gamma di accessori e display dai suoi negozi a seguito di lamentele secondo cui presentavano "immagini blackface". Prada ha ritirato i prodotti dal mercato dopo che l'indignazione si è diffusa online quando un newyorkese ha individuato il personaggio nel negozio di Soho di Prada e ha fatto esplodere il marchio per aver usato "Sambo like imagery" in un post virale su Facebook.
Prada ha dichiarato in un tweet in risposta: "Il Gruppo Prada non ha mai avuto l'intenzione di offendere nessuno e noi aborriamo tutte le forme di razzismo e le immagini razziste. A tal fine ritireremo i personaggi in questione dalla visualizzazione e dalla circolazione".
In risposta all'indignazione, Prada ha riunito un consiglio consultivo sulla diversità e l'inclusione presieduto da Ava DuVernay e Theaster Gates.

### Indagini sull'evasione fiscale
A partire dal 2014, Prada è stata indagata dai pubblici ministeri italiani per possibile evasione fiscale dopo che la società di beni di lusso aveva rivelato un reddito imponibile non dichiarato. Nell'indagine sono stati nominati Miuccia Prada e Patrizio Bertelli, all'epoca dei fatti rispettivamente Presidente e Amministratore Delegato di Prada SpA, e il commercialista Marco Salomoni, per possibili pretese fiscali non dichiarate o false. La presidente di Prada ha dovuto affrontare un'indagine dopo che è stato affermato che la società avrebbe eluso le tasse italiane per quasi 400 milioni di sterline trasferendo servizi all'estero. Nonostante l'accordo, le indagini sono continuate. A partire dal 2016, i pubblici ministeri hanno chiesto che il caso venisse archiviato poiché il debito era stato saldato.